# 三田悠子
三田 悠子（みた ゆうこ、1955年7月8日 - ）は、大阪府大阪市出身の元歌手。身長158cm。B87cm、W58cm、H88cm（19歳時）。血液型はAB型。

## 経歴
作曲家・鈴木淳のレッスン生で、CMモデルを経て歌手デビュー。病気で休業し、演歌でカムバックしたが1983年に引退。神奈川県逗子市でフラワーショップを経営。

## ディスコグラフィ
- 愛のふれあい／恋の扉[1]
- 国際線
- 愛の予感
- さよならトーキョー
- 雪もよう
- チェンジング・パートナー